# Dima
Dima és un municipi de la província de Biscaia, País Basc, a la comarca d'Arratia-Nerbion situat entre els municipis de Igorre i Otxandio, estant dintre del Parc Natural d'Urkiola.
A Dima es poden trobar tresors naturals com les coves de Balzola on s'ha realitzat recentment una de les proves classificatòries del Màster Internacional d'Escalada.
Dima és un poble amb gran tradició mitològica, en les coves abans esmentades es diu que habita "Sugoi" i a Petralanda en el barri de Lamindano es creu que es realitzaven els Akelarres de la regió.
Aquest poble està dividit en el que és el nucli urbà de Dima, on hi ha l'escola, l'ambulatori i els serveis bàsics del poble. Després, per algunes carreteres o camins, hi ha diversos barris amb uns quants baserrik cadascun, entre els quals es pot trobar el barri de Bikarregi, o el barri d'Amantegi.
| Concejos de Bedia (2001) |           |
| Població                 | Habitants |
| Arostegieta              | 47        |
| Bargondia                | 98        |
| Bikarregi                | 163       |
| Indusi                   | 76        |
| Intxaurbizkar            | 24        |
| Lamindao                 | 35        |
| Oba                      | 62        |
| Olazabal                 | 142       |
| Ugarana                  | 405       |

## Personatges il·lustres
- Juan Mari Atutxa Egiraun (1959-), escriptor.